# Giải Công dân thế giới
Giải Công dân thế giới (tiếng Anh: World Citizenship Award) là một giải thưởng của Hội Nữ Hướng đạo Thế giới (WAGGGS) dành để trao tặng cho các nhân vật ở ngoài Tổ chức Phong trào Hướng đạo Thế giới có đóng góp lớn cho một thế giới tốt hơn trong ít nhất một lãnh vực: Hòa bình, Môi trường, Giáo dục, Thực phẩm dinh dưỡng, Y tế, Văn hóa và di sản. Giải này được lập từ năm 1996.

## Các người đoạt giải
- 1996 - Nelson Mandela
- 1997 - Mary Robinson
- 1999 - Mo Mowlam
- 1999 - Ian Kiernan
- 2001 - Corazon Aquino
- 2001 - Tổng Giám mục Desmond Tutu
- 2002 - Catherine Bertini
- 2002 - Dr. Nafis Sadik
- 2005 - Công chúa Basma bint al-Talal của Jordan
- 2005 -  Sadako Ogata
- 2006 -  Bill Clinton
- 2007 - Stephen Lewis
- 2007 - Wangari Maathai
- 2008 - Graça Machel